# Octomeria connellii
Octomeria connellii är en orkidéart som beskrevs av Robert Allen Rolfe. Octomeria connellii ingår i släktet Octomeria och familjen orkidéer. Inga underarter finns listade i Catalogue of Life.